# Jean-Yves Chilot
Pour les articles homonymes, voir Chilot.
 (mars 2020).
Si vous disposez d'ouvrages ou d'articles de référence ou si vous connaissez des sites web de qualité traitant du thème abordé ici, merci de compléter l'article en donnant les références utiles à sa vérifiabilité et en les liant à la section « Notes et références ».
Jean-Yves Chilot, né en 1956 à Vendeuvre-sur-Barse, est un acteur français.

## Biographie
Un matin de septembre 1980 une amie l'invite à assister à un cours de François Florent sur l'Île de la Cité : il reste 2 ans entre Beaumarchais et Simon, dans la classe de 1ère année de François Florent ; dans la classe de Francis Huster au sein de la 1ère promotion de la classe de 3ème année.

## Théâtre
- 2021-2022 Faust (Gounod) ; m. en.sc Tobias Kratzer ; rôle : Vieux Faust à l'Opéra Paris Bastille
- 2020-2021 Fugue nuptiale (Stéphane Hervé) ; Jean-Philippe Azéma ; Michel  au Théâtre des Mathurins
- 2019-2020 Invitation au Pouvoir (Ugo Savary) ; Ugo Savary ; Hadrien en tournée
- 2016-2017 Les contes du Grand Guignol (Karine Jean) ; Karine Jean ; Abbé Monroe au Théâtre du Cantada
- 2013-2014 Les menteurs (avec Chevallier et Laspalès) ; Bruno Chapelle ; Balthazar  en tournée
- 2012 Henri IV en tournée
- 2010-2011 Henri IV (Daniel Colas) ; Daniel Colas ; Duc d'Épernon au Théâtre des Mathurins
- 2009-2010 La nuit de l’audience (Jean-Claude Idée et Jean des Cars) ; Patrice Kerbrat ; Docteur Pauwels au Petit Montparnasse
- 2008-2009 Singuliers/Pluriels (Henri Lazarini) ; Henri Lazarini ; Herman en tournée
- 2008-2009 La controverse de Valladolid (Jean-Claude Carrière) ; Olivier Baucheron ; le Légat  en tournée
- 2007-2008 Happy birthday Daddy (Christophe Averlan) ; Patrice Kerbrat ; le Père au XXe théâtre et au Festival d'Avignon
- Les lettres de mon Moulin m. en sc. : Pierre Laur ; rôle de Daudet
- Faut-il tuer le clown ? ; Jean-Pierre Dravel et Olivier Macé ; Pierre Chassagne
- Le bourgeois gentilhomme ; Daniel Leduc ; Dorante
- Ah si j’avais un nom connu (monologues de G. Feydeau) ; Mauricette Gourdon ; rôle unique

## Filmographie

### Cinéma
- 1983 : Ragazzo
- 2001 : Change-moi ma vie de Liria Bégéja : l'homme aux œufs sur le plat
- 2002 : L'Étang : Jean
- 2005 : La Doublure de Francis Veber : Hervé
- 2007 : Trois Amis : le client Serano 2
- 2009 : Trésor : le maître de Coco
- 2012 : Un plan parfait : l'ambassadeur de France
- 2016 : Ils sont partout d'Yvan Attal : le premier ministre
- 2023 : Alibi.com 2 de Philippe Lacheau : un candidat au casting des faux pères

### Télévision
- 2001 : Largo Wintch Party de Phil Bedard (série télévisée) : Grahan Reese (épisode Qui suis-je ?)
- 2004 : Julie Lescaut, épisode 1 saison 13, Un homme disparaît d'Alain Wermus : Olivier Darel
- 2006 : Alerte à Paris ! (téléfilm) : l'interne aux urgences
- 2011 : Plus belle la vie (série télévisée) : Professeur Servant
- 2012 : Le jour où tout a basculé : Jean (Épisode 26, Saison 2)
- 2012 : Clem (série TV) : M. Saivert, inspecteur
- 2016 : Clem (série télévisée) : Le médecin
- 2018 : Munch (série télévisée), saison 2 : Le Bâtonnier
- 2019 : Les Sauvages de Rebecca Zlotowski
- 2020 : La Garçonne de Paolo Barzman : Le préfet

## Doublage

### Télévision

#### Téléfilm
- 2017 : Noël dans tes bras : Grand-père (Avery Lynn Lewis)

#### Série télévisée
- 2020 : Losing Alice : ? ( ? ) (mini-série)

### Jeux vidéo
- 1998 : Dark Project : La Guilde des voleurs : Constantin
- 1998 : Duke Nukem : Time to Kill : Duke Nukem
- 1999 : Discworld Noir : Lewton
- 2000 : Dark Project II : L'Âge de métal : Constantin
- 2001 : Duke Nukem : Land of the Babes : Duke Nukem
- 2009 : Halo Wars : L'Arbiter Ripa Moramee
- 2011 : The Witcher 2: Assassins of Kings : Foltest, le Roi de Téméria
- 2017 : Halo Wars 2 : L'Arbiter Ripa Moramee
- 2017 : La Terre du Milieu : L'Ombre de la guerre : voix additionnelles